# Cántame una canción
Cántame una canción fue un talent show español en el que concursaban 29 participantes con edades comprendidas entre 6 y 13 años demostrando sus capacidades como cantantes en una gala en directo. El objetivo del programa era descubrir sus cualidades para interpretar sobre el escenario conocidos temas musicales. Telecinco se encargó de emitir el programa los martes en prime time y Pilar Rubio de presentarlo.
El concurso comenzó el 27 de abril de 2010, pero como la cadena no tenía hueco en su horario, dejó de emitirse hasta que se reanudó el 25 de mayo, una semana después de la final de la octava edición de ¡Más Que Baile!. Finalmente, Telecinco decidió a primeros de junio cancelar el programa tras el mínimo de audiencia registrado con su última entrega. El talent show musical debutó a finales de abril con un buen 16,2%, sin embargo, en su última gala el interés de los espectadores cayó a un discreto 7,7%.

## Formato
Cántame una canción fue un talent show con el objetivo de dar a conocer a jóvenes artistas con las condiciones y cualidades necesarias para hacerse un hueco en el mundo de la canción.
Los concursantes siempre realizaban sus interpretaciones en directo como solistas o formando dúos, tercetos y cuartetos. Las canciones que cantaban eran versiones de un amplio repertorio nacional e internacional. Además, el formato ofrecía a los participantes la posibilidad de conocer a reconocidos cantantes, con los que compartían escenario en cada edición.
Las actuaciones que protagonizaban los participantes son valoradas por un jurado integrado por la presentadora Paz Padilla; Noemí Galera, directora de casting de Gestmusic Endemol y el cantante David Civera, que aportaban a las jóvenes promesas musicales su experiencia en el mundo del espectáculo.
En Cántame una canción no hubo nominaciones ni expulsiones: cada semana los participantes demostraban su brillantez para lograr convertirse finalmente en la mejor voz del programa.

### Jurado de las Galas
- Noemí Galera, Directora de Casting de Gestmusic Endemol.
- David Civera, Cantante.
- Paz Padilla, actriz y Presentadora de TV.

## Invitados del Jurado
- David Bustamante, Cantante.(Gala 1)
- Jesús Vázquez, Presentador de TV.(Gala 1)
- Laura Esquivel, actriz y Cantante, Protagonista de Patito Feo.(Gala 2)
- Carlos Latre, actor Cómico.(Gala 3)

## Concursantes
| Concursantes            | Lugar de procedencia              |
| ----------------------- | --------------------------------- |
| Amaia Romero            | Pamplona                          |
| María Parrado           | Cádiz                             |
| Manu Ríos               | Ciudad Real                       |
| Naiara Moreno           | Zaragoza                          |
| Eva Ruíz                | Lanzarote                         |
| Elena Alberdi           | Las Palmas de Gran Canaria        |
| Mariz Molina            | Barcelona                         |
| Dani Parreño            | Alicante                          |
| Sabela                  | Villagarcía de Arosa (Pontevedra) |
| Álex Martínez Céspedes  | Alicante                          |
| Irene Alcoceba Martínez | Alcolea de Cinca (Huesca)         |
| Adrián                  | Barcelona                         |
| Rubén                   | Alicante                          |
| Rubén                   | Madrid                            |
| Marta                   | Madrid                            |
| Tomás                   | Málaga                            |
| Laura Pérez Vaqueiro    | Redondela (Pontevedra)            |
| Gustavo                 | Vizcaya                           |
| Raquel                  | Málaga                            |
| Elia                    | Valencia                          |
| Ivana                   | Pontevedra                        |
| Lluís Pla               | Barcelona                         |
| Arancha                 | Pontevedra                        |
| Salomé Morán            | Avilés                            |
| Nerea Arroyo            | Barcelona                         |
| Malvia                  | Madrid                            |
| Emma                    | Madrid                            |
| Yilena                  | La Coruña                         |
| Valentina               | Alicante                          |
| Xurxo Trillo            | La Coruña                         |

## Artistas invitados
- Gala 0:

- Cristian Imparato, Ganador de "Io Canto", Versión Italiana de "Cántame una Canción".
- David Bustamante, Finalista de "Operación Triunfo 2001".
- David Civera, representante de España en " Eurovisión" 2001.
- Sergio Rivero, Ganador de "Operación Triunfo 2005".
-  Valderrama, Cantante Español.

- Gala 1:

-  Laura Esquivel, actriz y Cantante, Protagonista de "Patito Feo".
-  Edurne, Finalista de "Operación Triunfo 2005" y " Más Que Baile".
-  Tamara, Cantante Española.
- Melocos, Grupo Español.
- David Civera, representante de España en " Eurovisión" 2001.

- Gala 2:

- Sergio Rivero, Ganador de "Operación Triunfo 2005".
- Diana Navarro, Cantante Española.
-  La Unión, Grupo Español.
- David Civera, representante de España en " Eurovisión" 2001.
- Max Simsen, actor y Cantante Español y Estadounidense.

## Audiencias
| Fecha               | Día    | Gala   | Espectadores | Share |
| ------------------- | ------ | ------ | ------------ | ----- |
| 27 de abril de 2010 | Martes | Gala 0 | 2.656.000    | 16,2% |
| 25 de mayo de 2010  | Martes | Gala 1 | 1.699.000    | 9,9%  |
| 1 de junio de 2010  | Martes | Gala 2 | 1.338.000    | 7,7%  |

## Curiosidades
- Telecinco puso en marcha durante la emisión de la gala 11 de ¡Más Que Baile! la búsqueda de participantes con la emisión de una campaña de promociones con el número de teléfono para participar en Cántame una canción.
- Antena 3 también emitió simultáneamente un talent show musical muy similar (Quiero cantar).
- Cántame una canción es una adaptación del formato original italiano de Mediaset Io canto de Canale 5.

## Tras el programa
- Amaia Romero fue concursante de  El Número Uno en Antena 3 en 2012, quedando en undécimo lugar, tras unos años alejada del foco mediático, y dedicada plenamente a los estudios, reaparece en 2017, siendo concursante de la novena edición de Operación Triunfo en TVE,  resultando la flamante ganadora del programa y siendo seleccionada para representar a España en el Festival de la Canción de Eurovisión 2018, lo cual le permitió iniciar una gran carrera musical.
- María Parrado en 2014 fue la ganadora de la primera edición de La Voz Kids en Telecinco, lo cual le permitió iniciar una gran carrera musical.
- Manu Ríos formó el grupo Parchís, junto con Andrea Ruíz, David García Memba, Gaby Del Castillo Ivanov y Miriam Riesco. Más adelante se hizo un influencer y actor reconocido gracias a Élite o La edad de la ira.
- Naiara Moreno  reaparece siendo concursante y ganadora de la duodécima edición de Operación Triunfo en Prime Video.
- Eva Ruiz fue finalista de Tú Sí Que Vales en Telecinco, más tarde en 2014 fue la finalista de la primera edición de La Voz Kids en Telecinco, lo cual le permitió iniciar una gran carrera musical.
- Elena Alberdi fue concursante de la primera edición de La Voz Kids y  finalista de la quinta edición de La Voz, ambas en Telecinco.
- Mariz Molina fue concursante de la primera edición de La Voz Kids y de la quinta edición de La Voz, ambas en Telecinco.
- Dani Parreño fue concursante de la primera edición de La Voz Kids en Telecinco.
- Xurxo Trillo fue semifinalista del concurso My Camp Rock de Disney Channel, además fue concursante de la primera edición de La Voz Kids en Telecinco, pero no logró pasar las audiciones a ciegas.